# Rik van Schagen

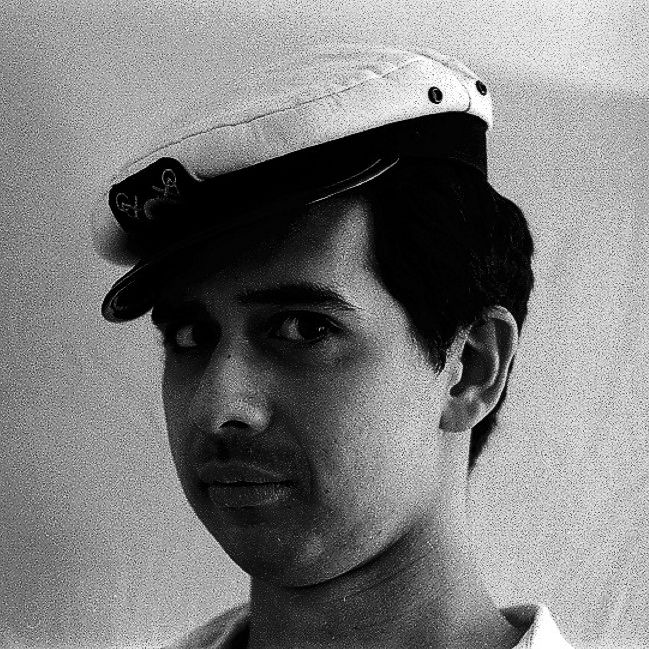
Rik van Schagen, 1991

Rik van Schagen (1965) is een Nederlands illustrator. Hij is ontwerper van infographics, kaarten, grafieken, pictogrammen, beeldmerken en illustraties, onder andere voor het NRC Handelsblad.
Van Schagen studeerde bouwkunde aan de Hogeschool Rotterdam en tot 1991 illustratie en computergraphics aan de Willem de Kooning Academie in Rotterdam. Tijdens een stage bij NRC Handelsblad raakt bij geboeid door infographics. Sinds die tijd werkt hij als illustrator voor het NRC. In 1990 is hij betrokken bij de oprichting van het small press stripblad Barwoel, waarin hij ook een van zijn strips publiceert. In 1994 assisteert hij ook bij de oprichting van het tijdschrift Zone 5300, welke titel hij bedacht. Sinds de jaren negentig is hij verder werkzaam als freelance grafisch ontwerper en illustrator voor diverse organisaties.

## Publicaties, een selectie
- Ilse Dorren (1994). Langs hofjes. Routes in Nederland en België. Met kaarten van Rik van Schagen. Utrecht : Kosmos-Z & K Uitgevers.
- Gerrit Jan de Rook red. (1999). Gemeentemuseum Den Haag : H.P. Berlage. Met cartografie van Rik van Schagen. Zwolle : Waanders.
- Rob Biersma, Warna Oosterbaan (2002). Ik kan alles : survivalgids voor het dagelijks leven. Door met illustraties van Rik van Schagen. Bussum : THOTH.

- Nederlandse Thesaurus van Auteursnamen: 112499783
- Virtual International Authority File: 289786175